# سعة حيوية

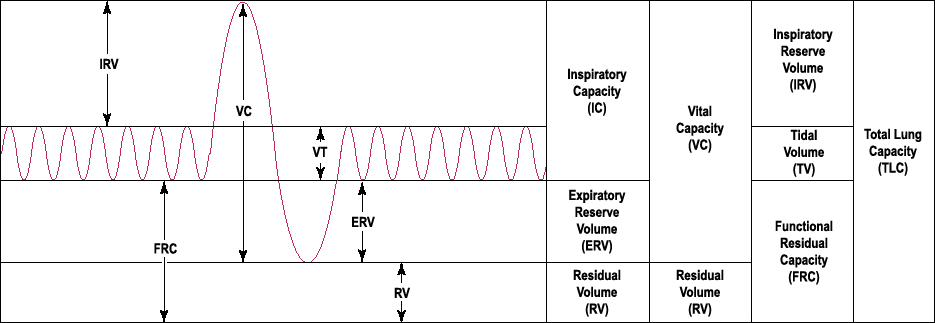

السعة الحيوية (بالإنجليزية:  Vital capacity)‏ هي كمية الهواء القصوى التي يستطيع الإنسان إخراجها من رئتيه بعد أقصى شهيق. وهي مساوية لمجموع الحجم الشهيقي الاحتياطي، الحجم المديّ والحجم الزفيري الاحتياطي.

تُقاس السعة الحيوية من خلال استخدام مقياس التنفس. وحينها، بالإضافة إلى قياسات فيزيولوجية أخرى، تساهم في تشخيص أمراض رئوية. 

عادة ما تستخدم وحدة الميلّي لتر لقياس السعة الحيوية، حيث تتراوح السعة الحيوية لدى الإنسان الطبيعي ما بين الـ 3000 والـ 5000 ميلّي لتر. يتعلق حجم السعة الحيوية بالعمر، الجنس، الطول، الوزن، والعرق.

## دورها في التشخيص
تُستخدم السعة الحيوية كوسيلة مساعدة لتشخيص أسباب أمراض الرئة. تنخفض السعة الحيوية في أمراض الرئة المقيّدة، وأما في أمراض الرئة الانسدادية عادة لا تتغير السعة الحيوية وأحيانًا قد تنخفض بشكل طفيف.

## سعة حيوية متوقعة
| الطول (سم)      | 150–155 | 155–160 | 160–165 | 165–170 | 170–175 | 175–180 |
| سعة حيوية (سم3) | 2900    | 3150    | 3400    | 3720    | 3950    | 4300    |

| الجيل           | 15–25 | 25–35 | 35–45 | 45–55 | 55–65 |
| سعة حيوية (سم3) | 3425  | 3500  | 3225  | 3050  | 2850  |